# Harvard Yard

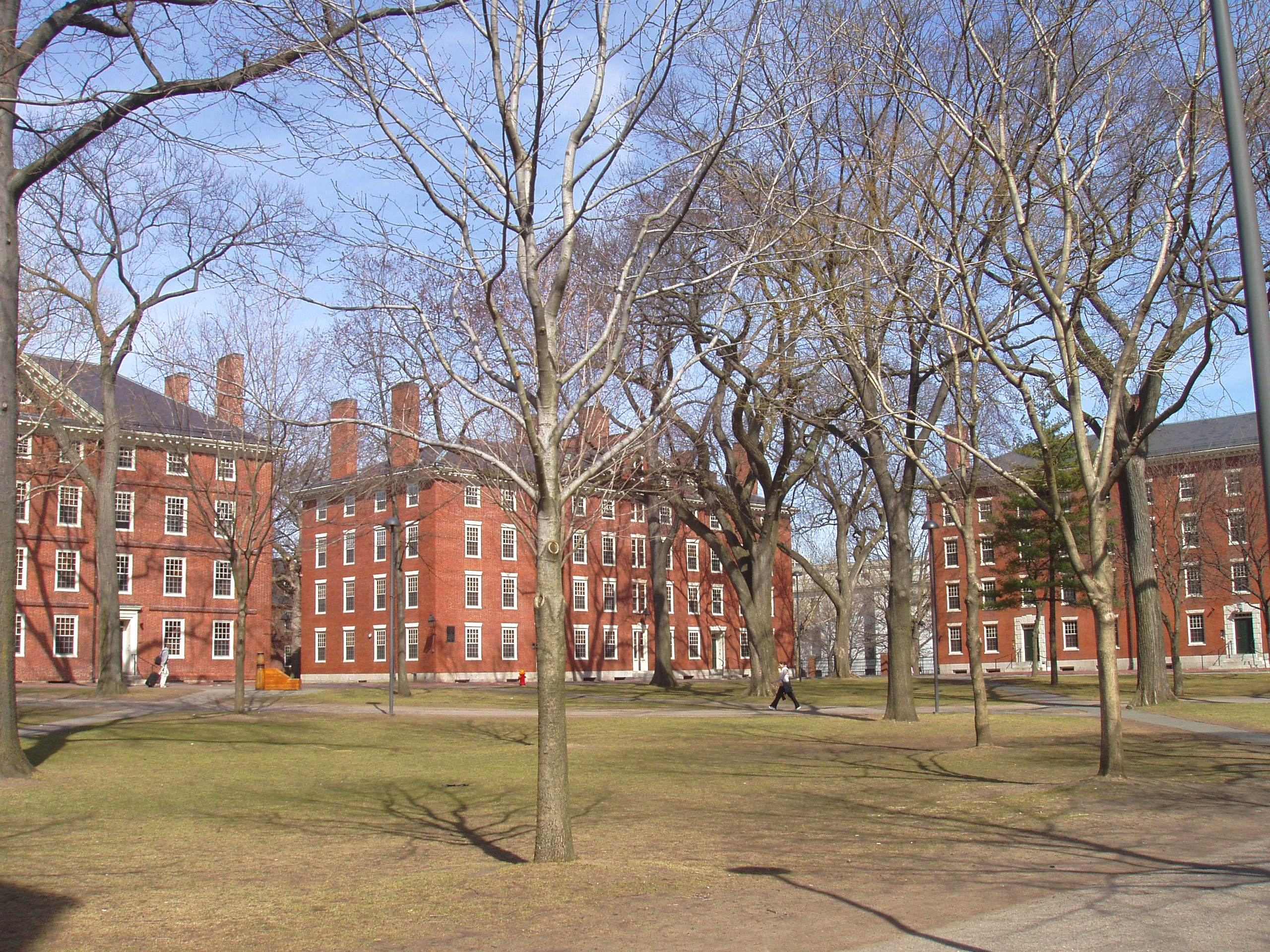
El parque.

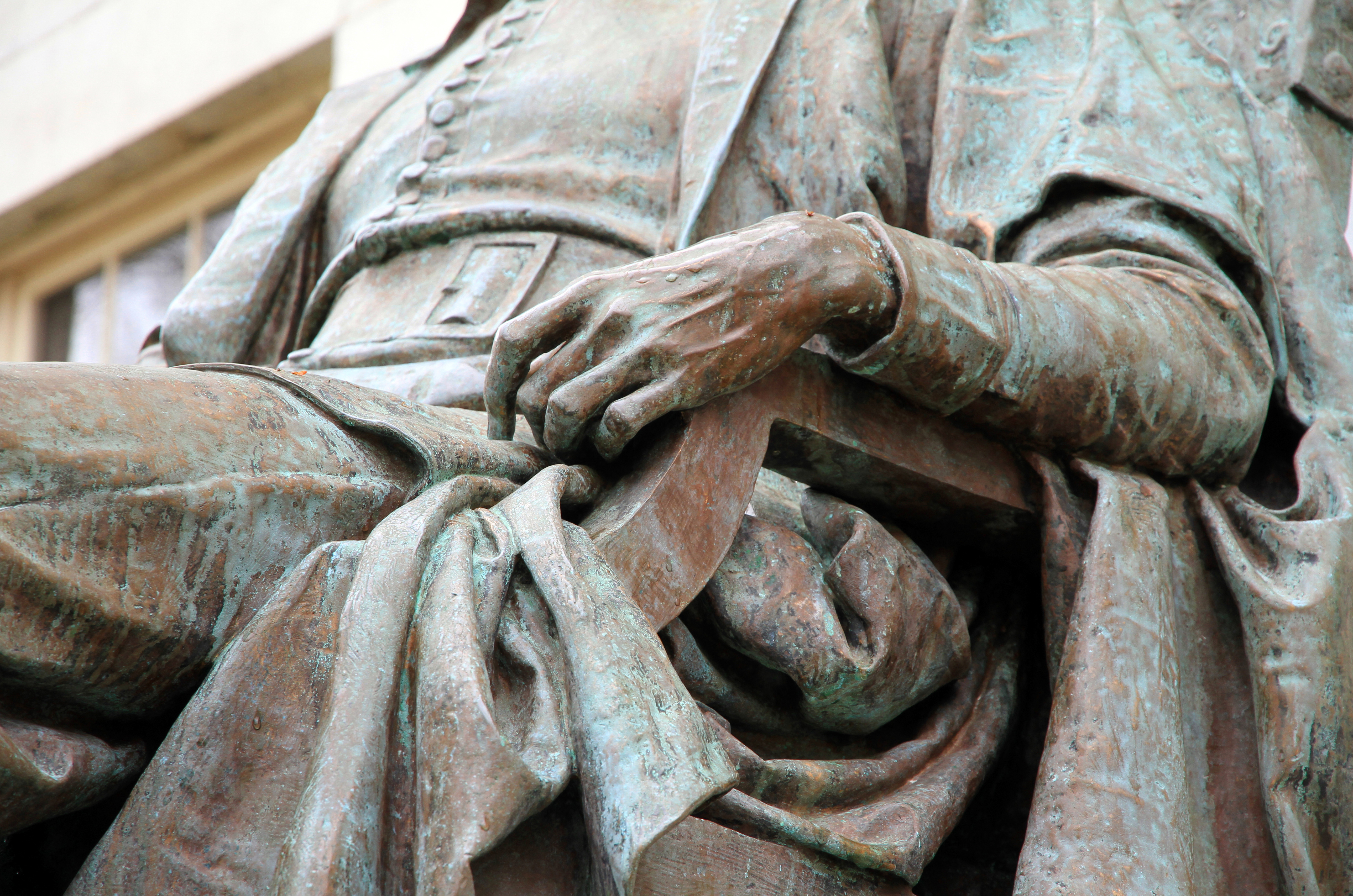
Estatua de John Harvard en Harvard Yard

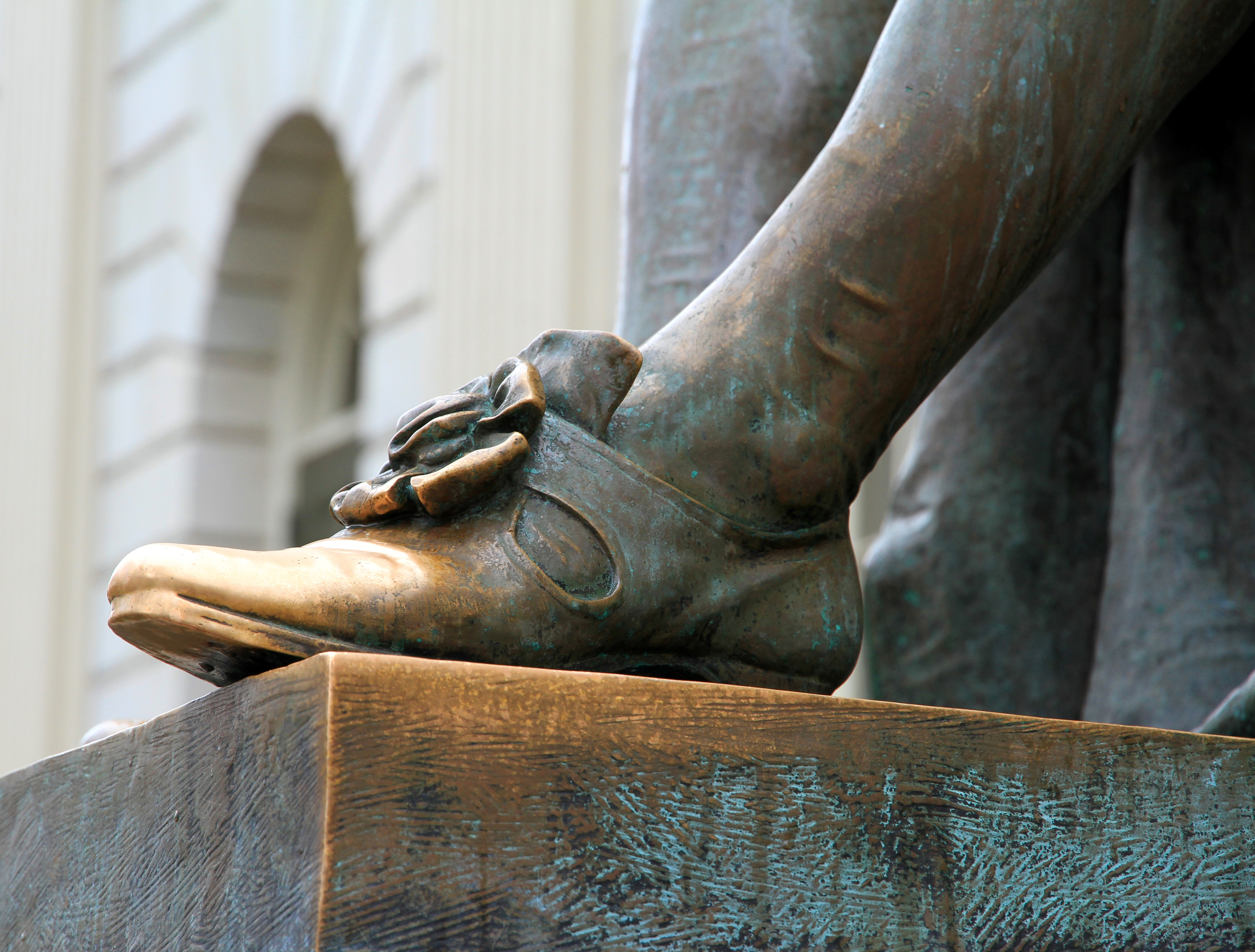
Estatua de John Harvard en Harvard Yard

Harvard Yard es una área cubierta de hierba de unas 10 hectáreas, junto a Harvard Square, en Cambridge (Massachusetts), que constituye la parte más antigua y el centro del campus de la Universidad Harvard. Geográficamente, el área del patio está bordeado al oeste por la avenida Massachusetts y Peabody Street, al norte por la calle Cambridge, al noreste de Broadway, el este de Quincy Street, y al sur por la calle de Harvard y Massachusetts Avenue. Contiene trece de los dormitorios de estudiantes de primer año diecisiete de Harvard College, así como cuatro bibliotecas, cinco edificios de aulas y departamentos académicos, y las oficinas centrales administrativas de la Facultad de Artes y Ciencias y la Universidad, ubicado en la Universidad de Hall y Sala de Massachusetts, respectivamente.